# Daniel Burley Woolfall
Daniel Burley Woolfall (15 de juny, de 1852 - 24 d'octubre de 1918) fou el 2n president de la FIFA, durant un mandat que va durar de 1906 a 1918.
Woolfall, directiu de l'Associació Anglesa de Futbol, es va proposar com a principal objectiu de la seva presidència la instauració d'un reglament uniforme en el futbol internacional. Durant el seu càrrec, l'aplicació de les Regles del Joc, establertes acord amb el model anglès, es va fer obligatòria, alhora que es va aconseguir una definició clara de la normativa aplicable en els partits internacionals.
També va exercir un paper destacat en l'organització de la primera competició internacional de futbol digna d'esment, en els Jocs Olímpics d'Estiu de 1908, disputats a Londres.
Durant el seu mandat es va aprovar la incorporació dels primers membres no europeus de l'organització (Sud-àfrica, Argentina, Xile i els Estats Units), però el seu exercici es va veure interromput per l'esclat de la Primera Guerra Mundial.